# Дон (газета)
Дон (рус. дореф. Донъ) — газета, издававшаяся в Воронеже с 1868 по 1915 годы. Первоначально выходила 2 раза в неделю, с 1876 года — 3 раза, с 1900 года — ежедневно. Инициатором начала издания газеты был воронежский краевед и общественный деятель Георгий Михайлович Веселовский, он же стал первым издателем-редактором газеты. В дальнейшем издателями газеты выступали Ф. Вельмошин, Е. С. Сталинский, М. М. Скиада и другие.
Газета была рассчитана на представителей буржуазии и землевладельцев. Она позиционировала себя как экономическое, юридическое и литературное издание. На её страницах обсуждались экономические и финансовые вопросы вопросы, сельское хозяйство, строительство и деятельность земства. Газета уделяла мало внимания политике, обычно ограничиваясь публикацией официальных сообщений. Вместе с тем, «Дон» выделял значительное место обнародованию статистических материалов и фактологии, поэтому газета является важным источником информации для изучения Воронежской губернии второй половины XIX — начала XX веков.